# 威尔·洛克伍德
威尔·洛克伍德（英語：Will Lockwood，1988年5月13日—），澳大利亚男子赛艇运动员。他曾代表澳大利亚参加2012年和2016年夏季奥林匹克运动会赛艇比赛，获得二枚银牌，均来自男子四人单桨无舵手项目。